# Гореня Добрава (Требнє)
Гореня Добрава (словен. Gorenja Dobrava) — поселення в общині Требнє, регіон Південно-Східна Словенія, Словенія.